# Parroquia de los santos Cosme y Damián (Ciudad de México)
La Parroquia de San Cosme y San Damián, es un templo católico ubicado en la calle Serapio Rendón número 5, en la colonia San Rafael de la Alcaldía Cuauhtémoc en la Ciudad de México. Antiguamente fue el centro religioso del barrio histórico de San Cosme (actualmente forma parte de las colonias San Rafael y Santa María la Ribera), el cual fue fundado en 1524. La Parroquia fue construida a finales del siglo XVII, aunque su fundación data de mediados del siglo XVI.

## Historia
La fundación del barrio de San Cosme se remonta al 10 de septiembre de 1524 -tres años después de la caída de Tenochtitlan- cuando Hernan Cortés dispuso los terrenos para huertas y tierras de labranza para los conquistadores. Alrededor de 1540 Fray Juan de Zumarraga fundó en la zona un hospital para indígenas forasteros y una ermita; los cuales a falta de rentas no pudieron subsistir. En 1581 llega a México una misión de Franciscanos descalzos y el virrey conde de la Coruña y el arzobispo Pedro Moya de Contreras les entregan el hospital abandonado. En 1593 se funda el convento de San Diego y los franciscanos descalzos se trasladan a él y los Franciscanos observantes solicitan el hospital y la ermita como ayuda de parroquia, que en 1662 se convirtió en casa de recogimiento bajo la advocación de nuestra señora de la consolación y en 1672 se colocó la primera piedra de la iglesia actual. El 17 de marzo de 1734 fue sepultado en ella el virrey Juan Vázquez de Acuña, Marqués de Casa fuerte quien asistía regularmente a misa a la parroquia. 
Para 1851 el número de frailes era muy reducido, por lo que el convento de San Cosme fue convertido en hospital militar, el cual no prosperó y en 1862 el convento fue fraccionado en lotes y vendido a particulares, sin embargo en el templo se estableció la parroquia de San Antonio de las Huertas que fue cerrada ese año.
El 18 de septiembre de 2022 se develó en el atrio de la parroquia la escultura "patria llora por sus hijos", en conmemoración de las personas desaparecidas.

## Descripción
La iglesia es de planta de cruz latina, esta cubierta por bóvedas de cañón con cúpula octogonal y tiene una torre de un solo cuerpo. Su portada de dos cuerpos presenta en la entrada del templo un arco de medio punto flanqueado por columnas que sostienen un entablamento con cornisa. En el segundo cuerpo se encuentra un relieve que representa a la Sagrada Familia y está flanqueado por las esculturas de los santos patrones. El retablo principal, de estilo churrigueresco perteneció al templo de San Joaquín de Tacuba.